# Rabengeier
Der Rabengeier (Coragyps atratus) ist eine in Nord-, Mittel- und Südamerika weit verbreitete Art der Neuweltgeier.

## Merkmale

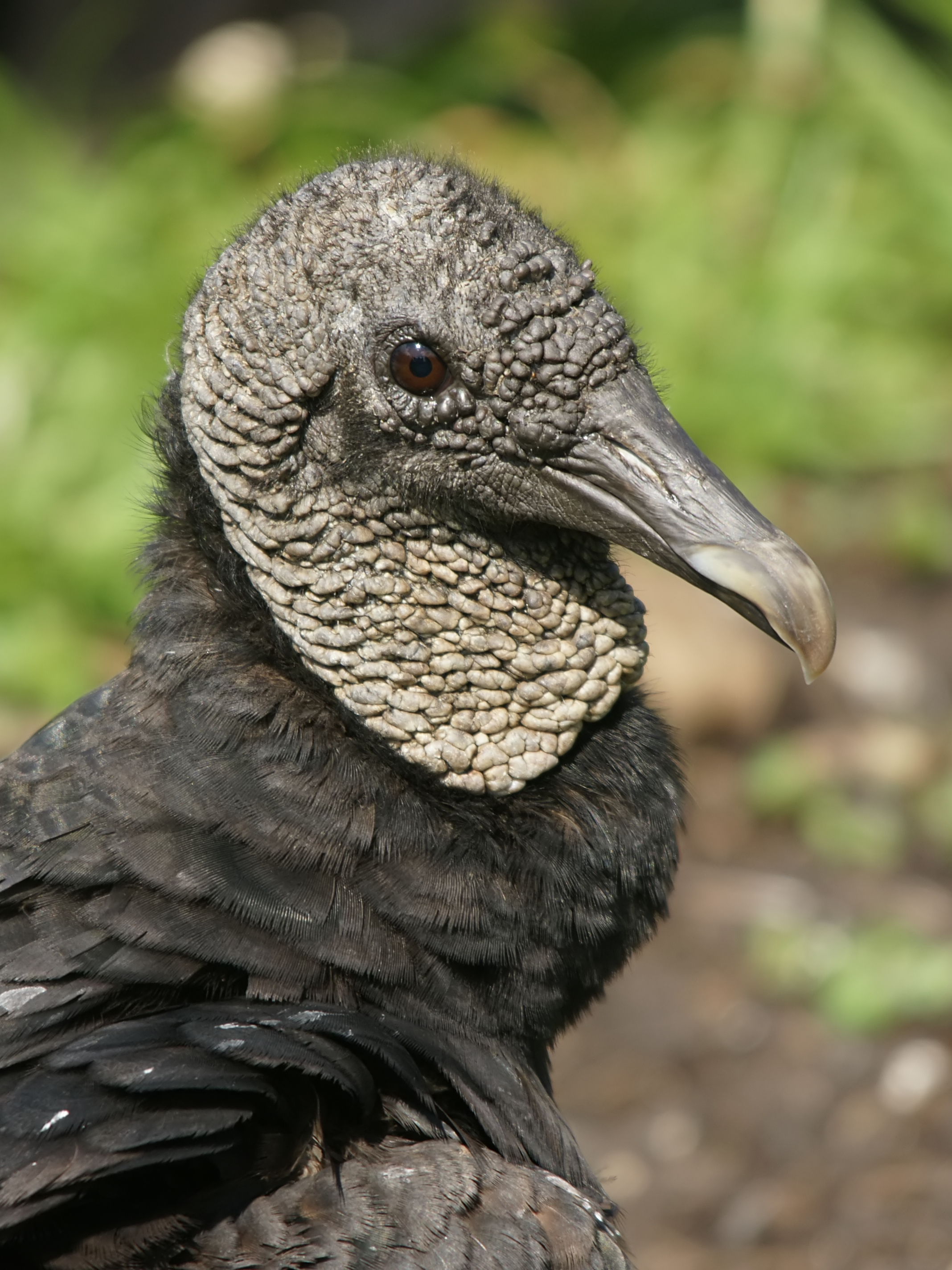
Porträt

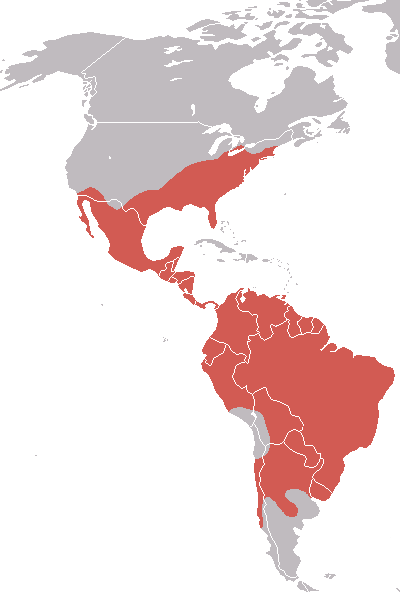
Verbreitungsgebiet des Rabengeiers

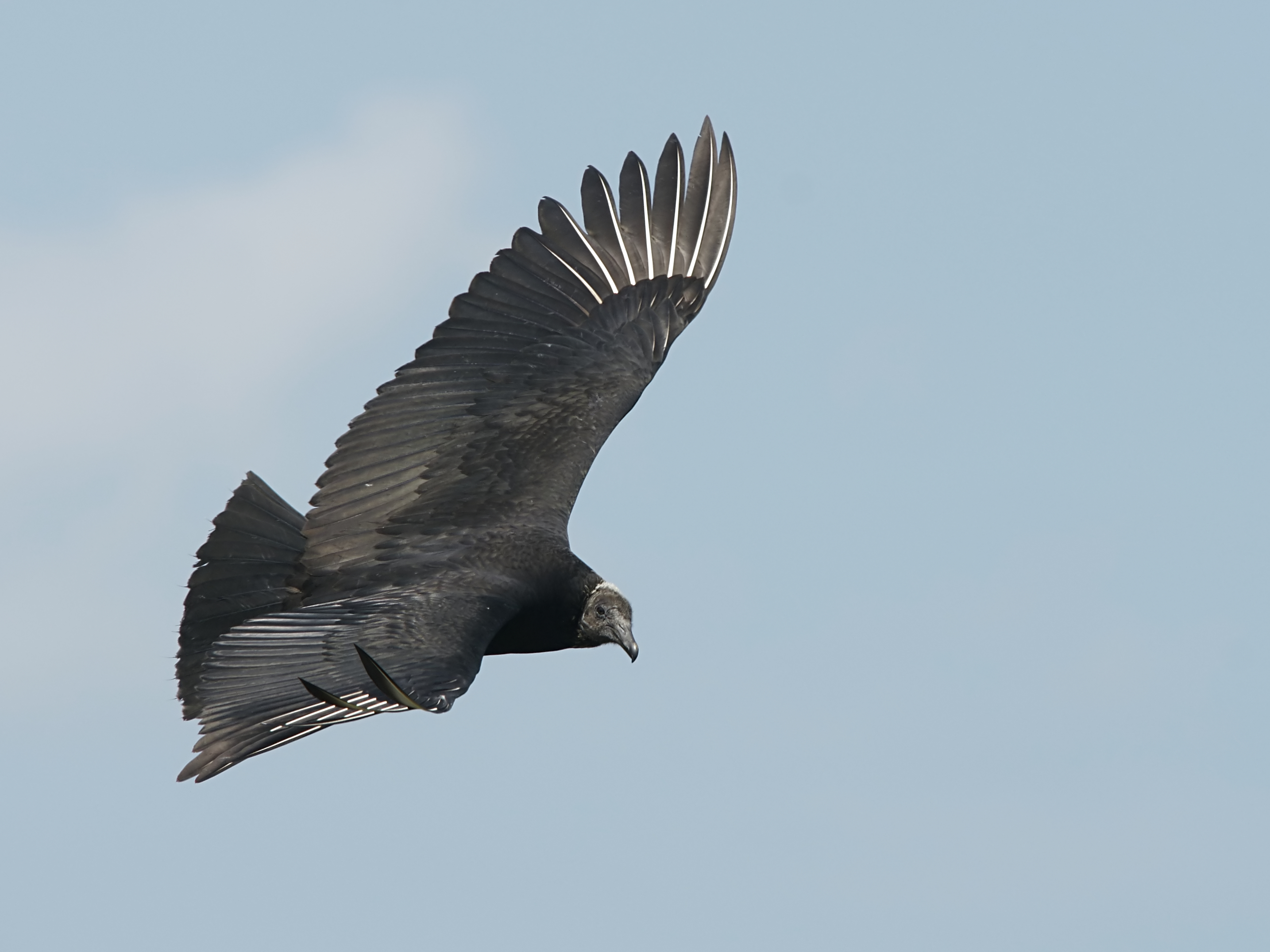
Rabengeier im Flug

Der Rabengeier hat eine Körperlänge von 56 bis 74 Zentimetern, eine Flügelspannweite von 133 bis 160 Zentimetern und ist 1,1 bis 1,9 kg schwer. Sein Gefieder ist glänzend schwarz, Kopf und Hals sind nackt. Er hat sehr breite, verhältnismäßig kurze Flügel und einen kurzen Schwanz. Im Stehen reichen die Spitzen der zusammengelegten Flügel bis zur Schwanzspitze. Die Beine und der Schnabel sind grau, die Iris dunkel.
Bei Altvögeln ist die Schnabelspitze elfenbeinfarben, die Schultern und der Rücken glänzen grünlich, die Haut des Kopfes ist grau und faltig. Die äußersten fünf Handschwingen sind auf der Unterseite hell.
Bei Jungvögeln ist der Schnabel einheitlich grau, das Gefieder glänzt nicht. Die Haut des Kopfes ist schwarz und wenig faltig.

## Lebensraum und Verbreitung
Der Rabengeier lebt in offenen und bewaldeten Landschaften sowie Ortschaften bis in eine Höhe von 2700 Metern. Er kommt im Westen der USA, im Großteil Mexikos außer der Baja California, in Mittelamerika außer den Karibischen Inseln sowie in Südamerika mit Ausnahme des Südens und großen Teilen der Westküste vor.

## Unterarten
Drei Unterarten wurden beschrieben, die sich in der Größe entsprechend der Bergmannschen Regel unterscheiden, also in kälteren Klimata größer sind.
- C. a. atratus (Bechstein, 1793)[1], der nordamerikanische Rabengeier ist die Nominatform.

- C. a. brasiliensis (Bonaparte, 1850)[2], der südamerikanische Rabengeier ist kleiner und die Unterseite der äußeren Handschwingen ist heller als bei C. a. atratus. Er kommt in Mittel- und im nördlichen und östlichen Südamerika vor.

- C. a. foetens (Lichtenstein, 1817)[3], der Anden-Rabengeier ist etwa so groß wie C. a. atratus, die helle Unterseite der äußeren Handschwingen ist nur angedeutet. Er kommt von Ecuador bis nach Chile und Argentinien vor.

Die International Ornithologists’ Union akzeptiert nur die Nominatform.

## Verhalten und Nahrung
Aufgrund seiner eher kurzen und breiten Flügel fliegt der Rabengeier weniger majestätisch als andere Neuweltgeier. Flatternder Flug wechselt sich mit kurzen Gleitphasen ab. Der Rabengeier ist gesellig und ernährt sich vorwiegend von Aas, macht aber bei Gelegenheit auch selbst Beute. Als Abfallfresser wird er vielfach als Nützling geschätzt, von Viehzüchtern aber auch als Schädling gesehen, da er zuweilen neugeborenes Vieh erbeutet.

## Fortpflanzung

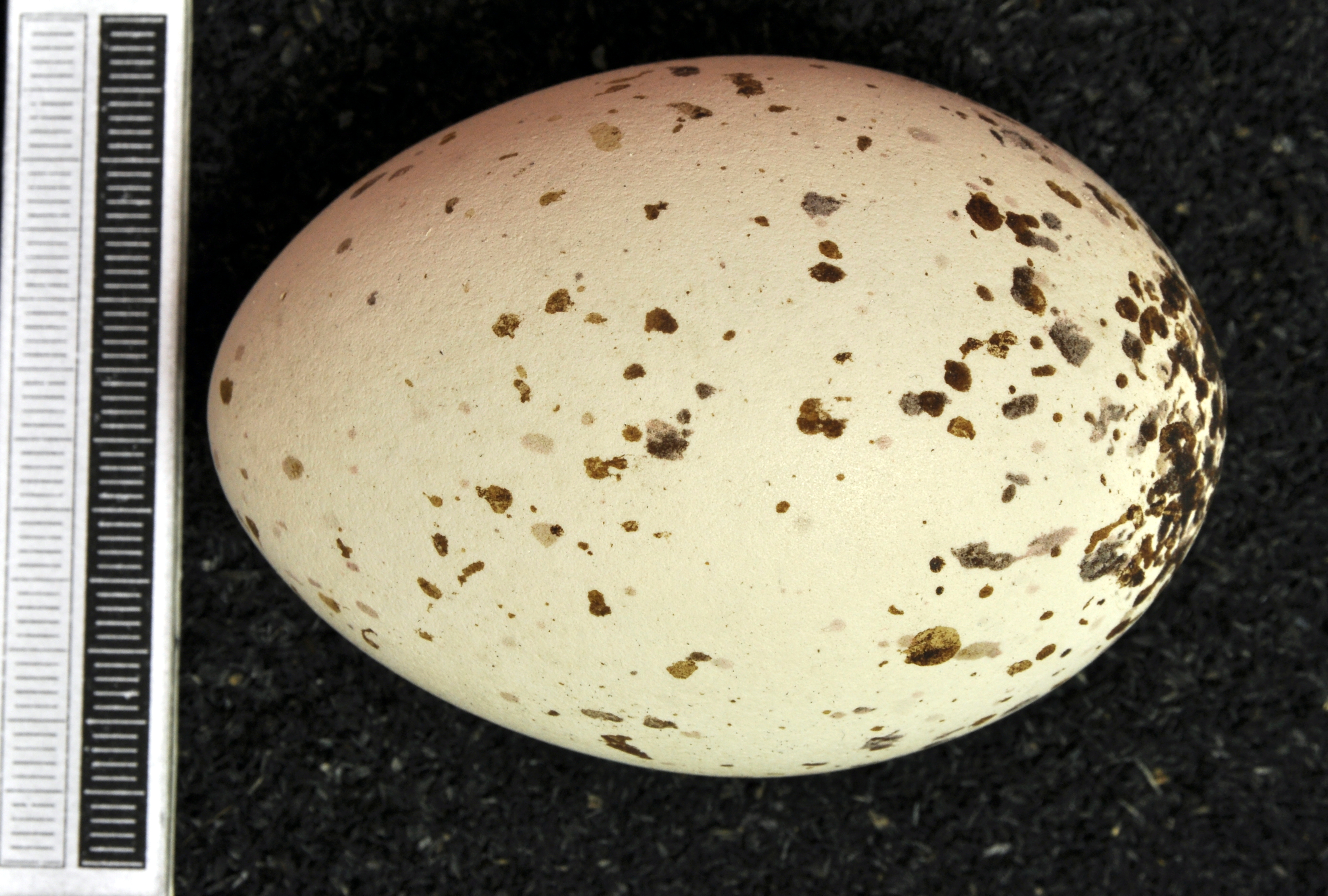
Ei, Sammlung Museum Wiesbaden

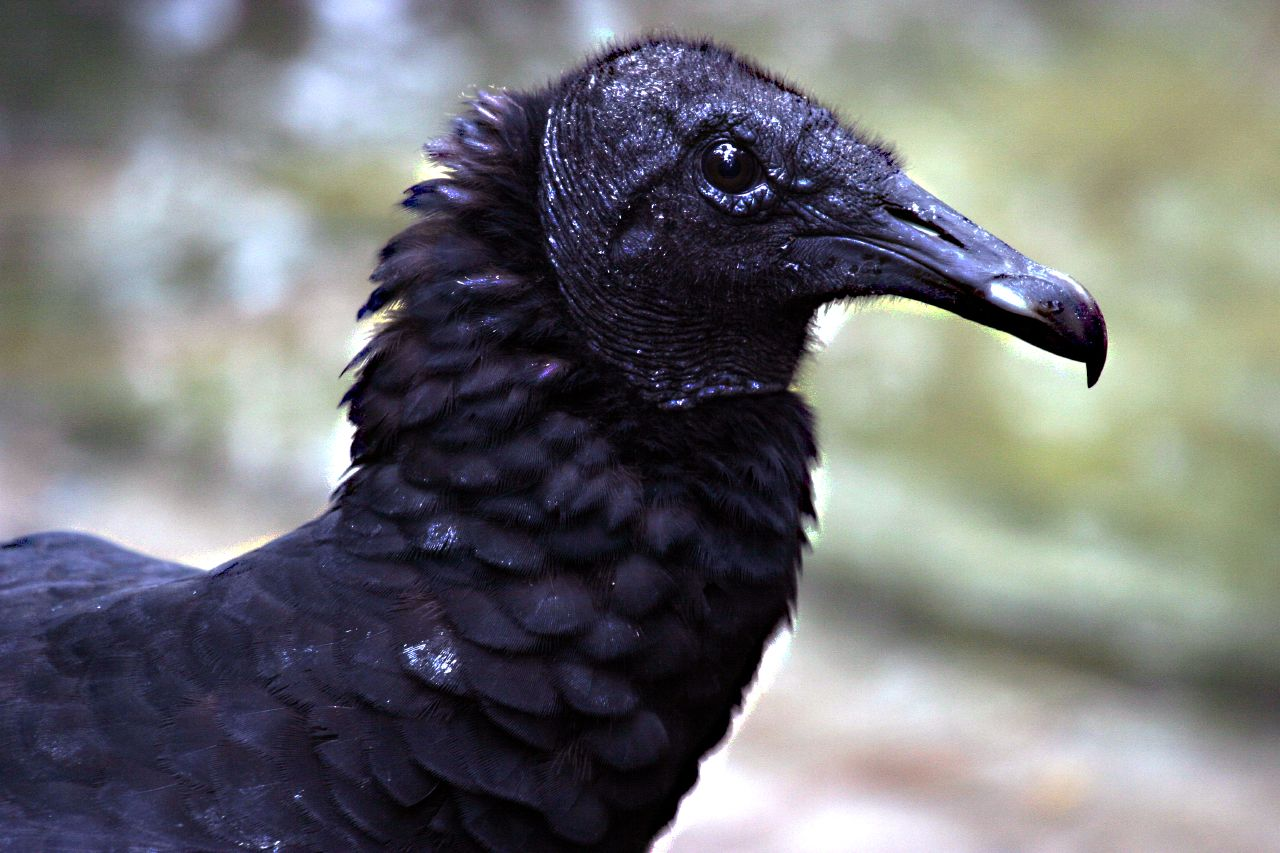
Junger Rabengeier

Die Fortpflanzungszeit des Rabengeiers variiert mit der geographischen Breite. Die meist zwei Eier werden vorwiegend am Boden gelegt, wobei keine Nester gebaut werden. Beide Elternteile bebrüten das Gelege. Nach dem Schlupf nach 28 bis 41 Tagen werden die Nestlinge mit Daunen bedeckt. Die Jungvögel sind Nesthocker. Sie bleiben etwa zwei Monate im Nest.

## Etymologie und Forschungsgeschichte
Die Erstbeschreibung des Rabengeiers erfolgte 1793 durch Johann Matthäus Bechstein unter dem wissenschaftlichen Namen Vultur atratus. Als Verbreitungsgebiet nannte er den St. Johns River. 1853 führte Jean Emmanuel Marie Le Maout die Gattung Coragyps ein. Der Begriff leitet sich vom griechischen κοραξ, καθαριζω, κορακο korax, korakos, krōzō für Raben, krähen und γυψ, γυπος gyps, gypos für Geier ab. Der Artname »atratus« leitet sich aus lateinisch atratus, ater ‚in Trauer gekleidet, schwarz‘ ab. Brasiliensis bezieht sich auf Brasilien. Schließlich hat foetens seinen Ursprung in  lateinisch foetens, foetentis, foetere ‚stinkend, übel riechen, stinken‘. Alfred Laubmann sah die Unterart C. a. foetens als weitverbreitet in Paraguay. Außerdem nannte er Iribú del iribú von Félix de Azara unter der Art.